# UFA
UFA (dříve Universum Film AG; dnes UFA GmbH) je německá filmová společnost, založená 18. prosince 1917. Až do roku 1945 to byla největší německá produkční společnost. Sídlem firmy je postupimská městská část Babelsberg. Společnost je úzce spjata s historií německého filmu a je jednou z nejstarších filmových společností v Evropě.
UFA GmbH je dceřinou společností mezinárodní mediální skupiny Bertelsmann a je považována za jednu z největších německých společností v oblasti televizních filmů a televizní produkce.